# Мухин, Аркадий Андреевич
Аркадий Андреевич Мухин (1867—1942) — русский педагог.

## Биография
Родился 17 (29) декабря 1867 года в Осинском уезде Пермской губернии. Отец — Андрей Агафонович Мухин, мать — Елена Евфимиевна.
Окончил Петербургский историко-филологический институт.
Преподавал в 1891—1906 годах русский и древние языки в Царскосельской гимназии; с 3 февраля 1906 года был директором Ларинской гимназии.
С 1 сентября 1903 года — статский советник, с 1 января 1913 года — действительный статский советник. Был награждён орденами Св. Станислава 2-й ст. (1904), Св. Анны 2-й ст. (1907), Св. Владимира 4-й ст. (1910).
Был женат на Екатерине Максимовне (Максимилиановне) Клеменц (186? — 1942?).
Скончался вместе с женой в блокадном Ленинграде в январе 1942 года. 